# Ludvík Sobek
Ludvík Sobek (15. ledna 1885 Dolní Tošanovice – 25. dubna 1950 Petrovice u Karviné) byl českým římskokatolickým duchovním a jednou z obětí komunistického režimu. Působil ve farnostech v Liberci a Petrovicích u Karviné. Zastával úřad děkana.

## Situace v Československu
V Československu se represivní politika komunistického režimu uplatňovala snad nejdůsledněji a nejvytrvaleji ze všech zemí s nastoleným komunistickým režimem. Státní a straničtí představitelé se pokusili mimo jiné zcela zlikvidovat církevní reprezentaci a inteligenci. Za nepřátele číslo jedna byla označena silná skupina lidí, kterou tvořili katoličtí kněží. Tuto skupinu bylo zapotřebí zlikvidovat, podrobit si či alespoň umlčet. Režim zkoušel všelijaké strategie – od ovládnutí bohosloveckých fakult, upřednostňování spolupracujících kněží přes snahu naklonit si kněze platovými podmínkami po otevřený boj s řadou z nich, z něhož vzešlo několik trestů smrti, desítky a stovky doživotních či mnoho let trvajících trestů odnětí svobody. Nejmocnějším faktorem byl však strach. Nadřízenými kněží již nebyli biskupové, ale stali se jimi církevní tajemníci, a právě ti rozhodovali o osudech kněží.
V Československu bylo v letech 1948-1989 dle Úřadu dokumentace a vyšetřování zločinů komunismu uvězněno přinejmenším 450 diecézních kněží. Kněží odstranění z farností byli buď internováni v táborech nucené práce, zařazeni do pomocných technických praporů nebo přímo uvězněni. V českých zemích klesl počet kněží mezi lety 1948-1987 o polovinu. V období komunistického režimu v českých zemích působilo 1500-2000 kněží a zhruba čtvrtina z nich okusila vězení, další část vojenskou službu u pomocných technických praporů nebo internaci v táborech nucených prací.

## Okolnosti úmrtí Ludvíka Sobka
Podle dostupných údajů došlo ke smrti pátera Sobka na faře v Petrovicích 25. dubna 1950. Lékař, který na faru dorazil až po mnoha hodinách po oznámení úmrtí, stanovil jako příčinu jeho smrti srdeční mrtvici. To však nesouhlasí se svědectvím páterovy hospodyně a její sestry, které jej našly oběšeného v okně, a také se svědectvím řádových sester, které viděly stopy po mučení. K prošetření úkladné vraždy agenty StB došlo na základě podnětu ÚVD podaného prostřednictvím Konfederace politických vězňů Mgr. Jindřichem Loriszem. Mgr. Jindřich Lorisz poukázal na to, že páter Sobek si nenechal vymývat mozek, a proto byl takto odstraněn a navíc byla zneuctěna jeho mrtvola. Tento hrozný čin byl dle něj vrahy zamaskován tak, aby to vypadalo jako sebevražda oběšením.
K likvidaci pátera Sobka vedl jeho kádrový posudek Místního akčního výboru Národní fronty, ve kterém je uvedeno, že páter stojí za duchovní obcí ve starém protipokrokovém smyslu a staví se záporně proti Katolické akci. Dále je v posudku uvedeno, že je zahrocen proti komunistické straně československé, proti pokroku vůbec, a že jeho působení způsobí těžkosti. Spolupracovníci StB a další lidé o páterovi psali, že je uzavřený, že mu záleží na materiálním zabezpečení, že je fanaticky oddán kněžské činnosti, a že svým postojem do tehdejší doby nezapadal. Do hledáčku StB se páter Sobek dostal právě díky svým postojům, které nejdříve vedly k jeho zatčení. Služebná na faře Anna F. uvedla při výslechu 26. října 1995, že před páterovým zatčením jej navštívili dva muži z Petrovic, kteří po něm požadovali podpis spolupráce. To však páter odmítl, načež mu muži řekli, že ho to bude draze stát. K zatčení však bezprostředně vedlo prohlášení, které páter Sobek sepsal s dalšími kněžími děkanství Fryštát 5. září 1949. V tomto prohlášení je sepsáno, že nepřijímají novou úpravu zákona o státní úhradě osobních a věcných potřeb církví a náboženských společností. Krajské velitelství Státní bezpečnosti v Ostravě podalo na pátera Sobka dne 14. září 1949 trestní oznámení pro pobuřování proti státu. Páter Sobek by propuštěn v prosinci 1949 díky plošné amnestii. Zákonná amnestie se však nestala amnestií osobní.
Služebná Anna F. při výslechu z 31. října 1994 uvedla, že páterovi Sobkovi nebyly nikdy vráceny klíče, které mu byly zabaveny při výslechu, a že páter Sobek dostal 14 dní před smrtí dopis, ze kterého byl vystrašený a nabádal služebné, aby zavíraly a zamykaly. Další svědkyně Eliška P. uvedla při výslechu z října 1994, že je páter Sobek po svém návratu z vězení vůbec nepoznával, avšak později se jeho stav zlepšil. Svědecké výpovědi jsou jasným důkazem toho, že v případu pátera Sobka došlo k zastrašování a vyhrožování. Služebná na faře Anna F. vypověděla 31. října 1994, že ráno 25. dubna 1950 všichni, a to i včetně psů, kteří následující den zdechli, na faře zaspali a byli vzbuzeni až kostelníkem. Po příchodu do páterova pokoje našli Ludvíka Sobka viset na příčce okenního rámu. Služebná Anna F. dále vypověděla, že ji již zesnulá paní Kozlová, která viděla na okna fary ze svého bytu, říkala, že viděla, jak se na faře svítilo kolem druhé hodiny ranní, a také zopakovala, že páter Sobek posledních 14 dnů svého života prožil ve velkém strachu, protože údajně věděl, co se na něj chystá.
Nikdo přesně neví, co se v tuto noc páterovi Sobkovi skutečně stalo, jisté však je, že nespáchal sebevraždu, ale byl zavražděn. Vrazi měli s největší pravděpodobností klíče, a tak mohli přijít nepozorovaně dveřmi. Psy nejspíše otrávili nebo omámili. Za jakých okolností bylo ohledáno tělo pátera Sobka se nepodařilo zjistit ani mnoholetým šetřením, a tak nelze říci, zda byl lékař k falšování protokolu donucen ještě před svým příjezdem k tělu nebo později. Důležitý je také fakt, že nebyla provedena pitva ani samotného pátera, ani psů, která by mohla přinést důkaz o přítomnosti případné uspávací látky. Z vraždy byli obviněni příslušníci StB, avšak žádný z výslechů z let 1993–2001 neukázal na konkrétního viníka, a tak došlo k odložení vyšetřování. Prověřením všech dostupných zdrojů a materiálů se zjistilo pouze to, že ze strany příslušníků StB zřejmě došlo k násilnému jednání, které vedlo k smrti pátera Ludvíka Sobka. Justice s jednoznačností prokázala, že páter Ludvík Sobek zemřel násilnou smrtí.